# Бувайте, та дякуємо за рибу
«Бувайте, та дякуємо за рибу» (англ. So Long, and Thanks for all the Fish) — гумористичний науково-фантастичний роман британського письменника Дугласа Адамса. Четверта частина серії книг, відомих під загальною назвою «Путівник Галактикою». Назва роману є прощальною фразою дельфінів людству з першої книги циклу, коли ті залишали Землю перед її знищенням вогонами, щоб звільнити місце для гіперпросторового експрес-маршруту.

## Сюжет
Артур Дент повертається на Землю, в Англію. Хоча та і була зруйнована вогонами, для її жителів це все здалося галюцинацією. Артура не було кілька років, але на Землі нічого не змінилось за час його відсутності. Незабаром він знайомиться з чоловіком на ім'я Рассел. Рассел розповідає, що його сестра Фенчерч (англ. Fenchurch) почала марити після «масових галюцинацій з великими жовтими кораблями» (англ. «hallucinations with the big yellow spaceships» (Vogon ships)). Артур також помічає, що всі дельфіни зникли одразу після цієї події.
У своєму домі Артур знаходить подарунок від дельфінів — чашу з гравіруванням «So Long and Thanks» (дослівно «Бувайте та дякуємо»), яку він потім показує своїй Вавилонській рибці. Артур вважає, що Фенчерч так чи інакше пов'язана з ним і до руйнування Землі, і вважає, що він досі має здатність літати, коли він дозволяє своїм думкам блукати.
Артур намагається дізнатися більше про Фенчерч. Він підвозить її, і вона дає йому свій номер телефону, але Артур губить його. Він знаходить її будинок, який розташований на місці печери на доісторичній землі, в якій Артур жив після аварії. Коли вони розмовляють, то знаходять багато спільного. Фенчерч розповідає, що під час масових галюцинацій вона була у кафе і усвідомила, як зробити все правильно, але потім знепритомніла і забула як саме це зробити. Помітивши, що ноги Фенчерч не торкаються землі, Артур вчить її, як літати і разом вони кохаються в небі над Лондоном.
Вони подорожують до Каліфорнії, щоб відвідати вченого, який стверджує, що знає, чому зникли дельфіни. Він показує їм чашу з вигравіруваними словами «So Long and Thanks», і вони слухають аудіоповідомлення дельфінів, де йде мова про те, що дельфіни знали про вогонів, і втекли з Землі до альтернативних Всесвітів, а нинішня Земля — лише копія. Артур розповідає Фенчерч про подорожі Автостопом Галактикою, і Фенчерч хоче це спробувати. Вони вирішують чекати наступного зорельота, щоб полетіти.
Одночасно з цими подіями, Форд Префект виявляє, що під час оновлення в «Путівнику», його попередній запис для Землі, «Майже безпечна», був замінений за обсягами тексту, написаних під час його досліджень. Визнаючи, що це досить дивно, Форд подорожує автостопом Галактикою, щоб досягти Землі, в кінцевому підсумку, використовуючи корабель гігантського робота, приземляється у центрі Лондона і викликає паніку. У хаосі, Форд зустрічається з Артуром і Фенчерч і разом вони забирають корабель робота. Артур бере Фенчерч на планету, де написане Боже Фінальне Повідомлення його Створінням. там вони зустрічають Марвіна. Марвін дуже ослаблий і не в змозі подорожувати. За допомогою Артура і Фенчерч він читає Повідомлення: «Ми приносимо вибачення за незручності»(«англ. We apologise for the inconvenience»), посміхається, вимовляє останні слова: «Я думаю, що … Мені це подобається» («англ. I think… I feel good about it») і помирає щасливо.

## Стиль і теми
Роман відрізняється від попередніх книг серії. Це частково через те, що це роман, а частково тому, що дуже мало місця для подорожі: Артур покидає нову Землю тільки в останніх розділах. Також на це вплинуло і те, що редактор Адамса Сонні Мехта переїхав до автора для того, щоб вкластися в терміни здачі книги. Адамс згодом заявив, що він не був повністю задоволений книгою.
У книзі також відображається зміна в ставленні Адамса до комп'ютерів. У попередніх книгах, комп'ютери були зображені вельми негативно, відображаючи погляди Адамса на цю тему в той час. Не менше з тим, між написанням «Життя, Всесвіту і Всього іншого» і «Бувайте, та дякуємо за рибу», його ставлення до технологій значно змінилося. Він був зачарований першою моделлю Macintosh, (він стверджував, що купив два з перших трьох Маків у Великій Британії — другий купив його друг Стівен Фрай). У «Бувайте, та дякуємо за рибу», Артур Дент купує комп'ютер компанії Apple для точного визначення місця розташування печери, в якій він жив на доісторичній Землі, і хоча автор знущається з методології Артура (зазначивши, що Артур дійсно не розуміє, як впоратися з таким завданням), сам комп'ютер не зневажає, а видає правильний результат. У більш пізньому есе Адамс відзначив, що деякі люди звинувачують його в тому, що він «перебіжчик».

## Аудіокнижні адаптації
Було три аудіокниги запису роману.
- Першою був скорочений варіант, записаний в середині 1980-х Стівеном Муром, відомий за роллю голоса параноїдального андроїда Марвіна (англ. Paranoid Android) у серії радіопередач.
- У 1990 сам Адамс записав повне видання, пізніше перевидане у Новій Аудіо Тисячоліття в Сполучених Штатах і доступне у BBC Аудіокниги Великої Британії.
- У 2006 році актор Мартін Фріман, який грав Артура Дента у фільмі 2005-го року, записав нове видання аудіокниги.

## Переклад українською
- Адамс Дуґлас. «Бувайте і дякуємо за рибу». Переклад з англійської: Олексій Антомонов. Тернопіль: «НК ― Богдан». 2018. 256 стор. ISBN 978-966-10-5498-0 (серія «Маєстат слова»)

## Сприйняття
Оглядач сайту mrpl.city Іван Синєпалов розташував цей роман разом із його продовженням — романом «Загалом безпечна» — на 1 місці у переліку найкращих книжок, виданих українською мовою у 2018 році.